# When the Saints Go Marching In
A When the Saints Go Marching In (néha röviden The Saints) egy amerikai gospel. A dal pontos eredete ismeretlen, habár egy keresztény himnuszból eredeztetik. Gyakran játsszák dzsesszzenekarok.
Szövegét Luther G. Presley, zenéjét Virgil Oliver Stamps szerezte. Egy hasonló verzió R.E. Winsett nevéhez köthető. A dal hallható lassú, spirituális és gyors változatban egyaránt. Ez utóbbi változatban főként a 20. század közepe óta. Sok dzsesszzenekar, kórus és egyéni előadó (instrumentális vagy ének) repertoárjában szerepel.
- megjegyzés: gyakran összekeverik a hasonló című „When the Saints Are Marching In” dallal, melyet 1896-ban Katharine Purvis (szövegíró) és James Milton Black (zeneszerző) írt.

## Története
Egyik első előadója Louis Armstrong volt az 1930-as években. New Orleansben a jazz-temetéseken temetési indulóként játsszák, a temetőbe menet a lassú, visszafelé a gyors változatot. A dal megjelent az olyan korai rock and roll előadók repertoárjában is, mint Fats Domino vagy Bill Haley & His Comets.
Néhány dzsesszzenész a dalt "A szörny" néven említi, mivel a hallgatóság sokszor kéri, hogy egy-egy este alatt ezt a dalt több alkalommal játsszák el. A When the Saints Go Marching In több sportegyesület himnusza is, mint a Southampton F.C., St Patrick's Athletic, St Kilda Football Club, St George Illawarra Dragons, Northampton Saints, Christies Beach Football Club, St Johnstone Football Club és a St Helens RLFC. A St. Louis Blues meccsein a dalt minden hazai gól után lejátsszák.

## Szöveg
A dalnak nincs hivatalos szövegverziója. Ennek az az oka, hogy szövegének egyszerűsége miatt újabb és újabb versszakokat költenek hozzá. A versszakok jellemzői: 4 sorból állnak, melyből a 3. mindig ugyanaz, az első, második és negyedik pedig szintén ugyanaz, de versszakról versszakra más.
Az egyik leggyakrabban előadott változat a következő:
Oh, when the saints go marching in
Oh, when the saints go marching in
I want to be in that number
When the saints go marching in
Oh, when the drums begin to bang
Oh, when the drums begin to bang
I want to be in that number
When the saints go marching in
Oh, when the stars fall from the sky
Oh, when the stars fall from the sky
I want to be in that number
When the saints go marching in
Oh, when the moon turns red with blood
Oh, when the moon turns red with blood
I want to be in that number
When the saints go marching in
Oh, when the trumpet sounds its call
Oh, when the trumpet sounds its call
I want to be in that number
When the saints go marching in
Oh, when the fire begins to balze
Oh, when the fire begins to blaze
I want to be in that number
When the saints go marching in
Oh, when the saints go marching in
Oh, when the saints go marching in
I want to be in that number
When the saints go marching in

## Fordítás
Ez a szócikk részben vagy egészben  a   When the Saints Go Marching In című angol Wikipédia-szócikk ezen változatának fordításán alapul.  Az eredeti cikk szerkesztőit annak laptörténete sorolja fel. Ez a jelzés csupán a megfogalmazás eredetét és a szerzői jogokat jelzi, nem szolgál a cikkben szereplő információk forrásmegjelöléseként.